# Mario Piga
Mario Piga (Palau, 29 maggio 1956) è un allenatore di calcio ed ex calciatore italiano, di ruolo centrocampista.

## Carriera

### Giocatore
Fratello gemello di Marco, anche egli calciatore, ha iniziato la carriera nel 1972 nella squadra della sua città, il Palau, militante nei dilettanti. Nel 1973-1974 iniziò la carriera professionistica in Serie C con la Torres, dove rimase per due stagioni prima di giocare altrettanti campionati di terza serie nella Lucchese.

Piga (a sinistra) in azione al Perugia nel 1983, in lotta per il possesso della palla con il bolognese Roselli.

Nel 1977 venne ingaggiato dall'Atalanta in Serie A, che non lo fece esordire cedendolo all'Avellino in Serie B. L'11 giugno 1978, nell'ultima giornata del torneo di Serie B 1977-1978, segnò contro la Sampdoria la rete dell'1-0 che decise la promozione degli irpini nella massima serie. Con l'Avellino debuttò in Serie A nella stagione successiva e giocò in tutto cinque stagioni.
Venne poi ceduto al Perugia in Serie B, prima di tornare in Serie A con la maglia della Lazio (1982-1983). Nella sua carriera ci sono anche due stagioni al Palermo (Serie C1 e Serie B) prima di tornare nella squadra che lo aveva lanciato nel calcio professionistico: sancì infatti anche la promozione della Torres in Serie C1 nel 1986-1987 segnando la rete decisiva all'Alessandria nell'ultima giornata del campionato.
Nel 1986 fu coinvolto nello scandalo calcioscommesse rimediando una squalifica di un mese. Concluse la carriera da professionista a Sassari, nel 1989, a trentatré anni. In carriera ha collezionato complessivamente 114 presenze e 9 reti in Serie A e 81 presenze e 6 reti in Serie B.

### Allenatore
Da allenatore, a cavallo tra il 1996 ed il 1997 ha assunto la guida della Torres, conquistando la salvezza in Serie C2 nel 1997, venendo esonerato pochi mesi dopo.

Mario Piga (a destra) con il fratello gemello Marco ai tempi della Lucchese

## Palmarès

### Giocatore

#### Competizioni nazionali
- Campionato italiano Serie C1: 1

Palermo: 1984-1985 (girone B)
- Campionato italiano Serie C2: 1

Torres: 1986-1987 (girone A)